# Aulnay-la-Rivière
 Aulnay-la-Rivière  es una comuna y población de Francia, en la región de Centro, departamento de Loiret, en el distrito de Pithiviers y cantón de Puiseaux. Está integrada en la Communauté de communes du Canton de Puiseaux .

## Demografía
| 372 | 340 | 362 | 388 | 464 | 492 |
| Para los censos de 1962 a 1999 la población legal corresponde a la población sin duplicidades (Fuente: INSEE [Consultar]) |     |     |     |     |     |